# Gare de Rémilly
La gare de Rémilly est une gare ferroviaire française de la  ligne de Réding à Metz-Ville, située sur le territoire de la commune de Rémilly, dans le département de la Moselle, en région Grand Est.
Elle est mise en service en 1851 par la Compagnie du chemin de fer de Paris à Strasbourg.
C'est une gare de la Société nationale des chemins de fer français (SNCF), desservie par des trains TER Grand Est.

## Situation ferroviaire
Établie à 223 mètres d'altitude, la gare de bifurcation de Rémilly est située au point kilométrique (PK) 132,136 de la ligne de Réding à Metz-Ville, entre les gares ouvertes de Morhange et de Sanry-sur-Nied. 
Elle est également l'origine, au PK 0,000 de la ligne de Rémilly à Stiring-Wendel, avant la gare de Herny.

## Histoire
La station de Rémilly est mise en service le 24 juillet 1851 par la Compagnie du chemin de fer de Paris à Strasbourg, lorsqu'elle ouvre à l'exploitation le tronçon de Metz à Saint-Avold de son embranchement Frouard-Metz-Forbach. Le 16 novembre 1852 l'ouverture du tronçon de Forbach à la frontière Prussienne permet l'inauguration de la ligne de Metz à Sarrebruk qui passe par la station de Rémilly. Le bâtiment voyageurs d'origine, dessiné par l'architecte Léon Charles Grillot, consiste en un édifice rectangulaire de trois travées. Remplacé, il est toujours visible à côté du passage à niveau.
Dès 1857, l'idée d'une ligne transversale reliant Lille à Strasbourg est évoquée, mais ce sont les Allemands qui, dès l'annexion de l'Alsace-Moselle en 1871 mettront le projet à exécution. En effet, pour des raisons économiques, politiques et stratégiques, ils voulaient être en mesure de relier rapidement Strasbourg, alors capitale du nouveau Reichsland, à Metz, place forte et siège du district de Lorraine. La solution la plus simple était de réaliser un barreau de connexion entre la ligne de Metz à Forbach depuis Rémilly et la ligne de Sarrebourg à Sarreguemines en gare de Berthelming. Cette nouvelle ligne de 56 km fut mise en service le 10 décembre 1877.
La gare de Rémilly devint alors gare de bifurcation et devait donc se doter des installations nécessaires à son nouveau statut : nouveau bâtiment voyageurs, quais plus longs, nouvelles voies, faisceau de garage, quai militaire, remise à machines et plaque tournante.
Le bâtiment actuel est de type Alsace-Lorraine dont l'architecture est facilement identifiable par ses murs en pierre de taille (grès rose ou jaune), ses volumes majestueux et surtout sa tour autrefois surmontée d'une horloge. À l'origine la gare comportait une salle d'attente 1re / 2de classe et une pour les 3e classe (l'actuel buffet de la gare), ainsi qu'un service postal. Depuis le bâtiment a été quelque peu modifié (ajout d'un étage à l'aile sud, ouverture du mur pour créer le buffet de la gare désormais fermé et construction d'un nouveau poste d'aiguillage modernisé en 2006).
Les quais ont eux aussi subit plusieurs transformations. Le quai no 1 (contre la gare) a été élargi, à la suite de la modification du plan de voies imposé par l'électrification dans les années 1950. L'ancien quai 2 (situé entre les 2 premières voies) et le quai 3 (construit pour recevoir les trains de Forbach) ont été détruits en 2013, lors des travaux de création d'une passerelle moderne munie d'ascenseurs et d'un nouveau grand quai central. Les voies furent alors dénommées A, B et C pour se repérer plus facilement.

## Fréquentation
De 2015 à 2024, selon les estimations de la SNCF, la fréquentation annuelle de la gare s'élève aux nombres indiqués dans le tableau ci-dessous.
| Année                      | 2015    | 2016    | 2017    | 2018    | 2019    | 2020    | 2021    | 2022    | 2023    | 2024    |
| -------------------------- | ------- | ------- | ------- | ------- | ------- | ------- | ------- | ------- | ------- | ------- |
| Voyageurs                  | 218 389 | 204 418 | 210 648 | 198 676 | 221 181 | 171 395 | 213 967 | 252 235 | 280 750 | 287 018 |
| Voyageurs et non voyageurs | 272 987 | 255 523 | 263 310 | 248 345 | 276 476 | 214 244 | 267 458 | 315 294 | 350 238 | 358 773 |

## Service des voyageurs

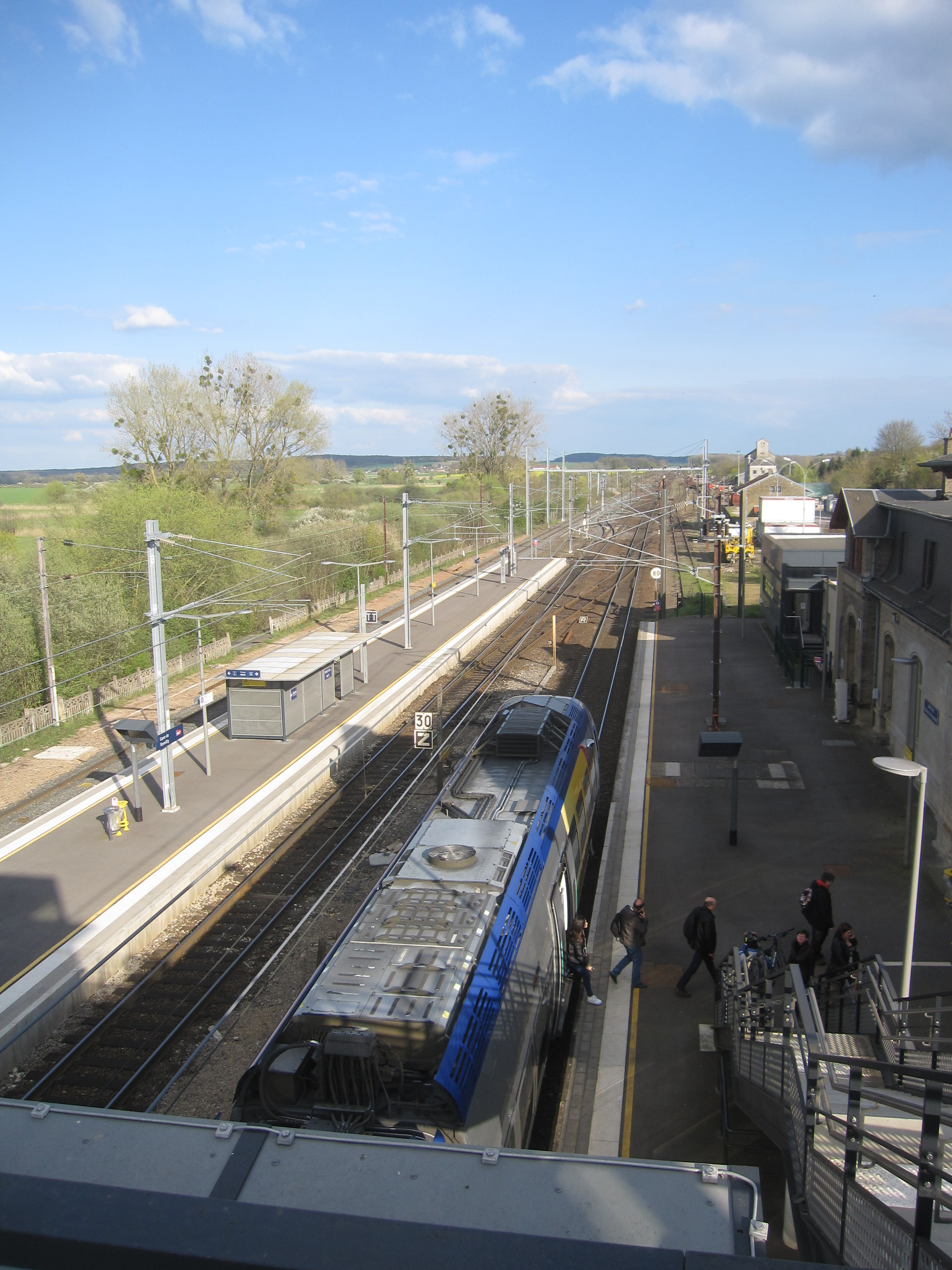
La gare vue de la passerelle.

### Accueil
Gare SNCF, elle dispose d'un bâtiment voyageurs, avec guichet ouvert les jours. Elle est équipée d'automates pour l'achat de titres de transport TER. Un distributeur de la presse régionale est installée en gare.
Une passerelle munie d'ascenseurs permet la traversée des voies et le passage du quai 1 desservant la voie A au quai 2 desservant les voies B et C.

### Desserte
Rémilly est desservie par des trains du réseau TER Grand Est des relations Metz-Ville-Forbach ou Sarrebruck et Metz-Ville-Sarrebourg.

### Intermodalité
Un parc pour les vélos et un parking pour les véhicules y sont aménagés.
Un arrêt est desservi par des cars.

## Service des marchandises
Cette gare a été fermée au service du fret le 1er février 2010.
Cette gare était la plus grande gare de marchandise du blé au début du XXe siècle avec Eugène, elle transportait le blé vers l'Allemagne ou la France, depuis Remelach.

## La gare dans le cinéma
Le film Le Train avec Burt Lancaster, la gare de Rémilly est évoquée. Le convoi est supposé relier Paris à la frontière allemande via Metz et Sarreburck mais est subtilement détourné de son itinéraire par la résistance qui camoufle les véritables noms des gares pour ne pas éveiller les soupçons. Ainsi après Metz, un officier allemand suspicieux se voit demander quelle sera la prochaine gare, il répond « Rémilly » et on aperçoit le nom de la gare affiché sur un château d'eau. Bien évidemment il ne s'agit pas de la vraie gare (première gare de triage en territoire allemand).